# فوراشيت كانيتسربامبين
فوراشيت كانيتسربامبين (بالتايلندية: วรชิต กนิตศรีบำเพ็ญ) (24 أغسطس 1997 بتشيانغ مي في تايلاند - ) هو لاعب كرة قدم تايلندي في مركز الوسط. شارك مع منتخب تايلاند تحت 20 سنة لكرة القدم ومنتخب تايلاند تحت 23 سنة لكرة القدم. أما مع النوادي، فقد لعب مع نادي تشونبوري وPhan Thong F.C. ‏ وSriracha F.C. ‏.

## وصلات خارجية
- فوراشيت كانيتسربامبين على موقع قاعدة بيانات كرة القدم.إي يو (الإنجليزية)
- فوراشيت كانيتسربامبين على موقع Soccerway.com (الإنجليزية)
- فوراشيت كانيتسربامبين على موقع عالم كرة القدم.نت (الإنجليزية)